# Gregory S. Paul

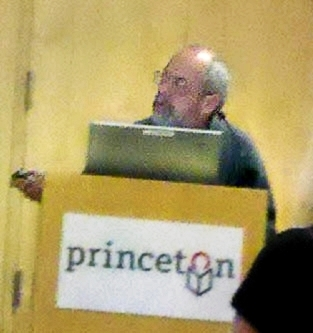
Gregory S. Paul, Princeton 2011

Gregory Scott Paul (* 24. Dezember 1954 in Washington, D.C.) ist ein US-amerikanischer Illustrator und Paläontologe.
Er arbeitete 1977 bis 1984 als inoffizieller Forschungsassistent und Illustrator mit Robert Bakker an der Johns Hopkins University zusammen und war einer derjenigen, die durch ihre Rekonstruktionen und Illustrationen ab Ende der 1970er Jahre ein neues, dynamischeres Bild von Dinosauriern schufen, den neuen Erkenntnissen und Hypothesen von Warmblütigkeit entsprechend. Er war auch einer der ersten, die die später in den 1990er Jahren entdeckten gefiederten Dinosaurier vorhersagten.
Seine Bilder waren in vielen Magazinen und Büchern und er war auch Berater bezüglich Fernsehsendungen über Dinosaurier, zum Beispiel bei Discovery Channel und PBS/Nova und in dem Film Jurassic Park (und auch der Autor Michael Crichton gibt ihm seinem Bestseller Jurassic Park Credits).
Er erstbeschrieb Avisaurus archibaldi 1985 mit Michael K. Brett-Surman als Theropoden, von Luis M. Chiappe wurde er 1992 als Vertreter der Enantiornithes (also als früher Vogel) erkannt. Ein von ihm 1988 als Acrocanthosaurus beschriebener Theropode wurde später in Becklespinax altispinax eingeordnet. Mit A. Elzanowski und T. A. Stidham erstbeschrieb er den frühen Vogel Potamornis skutchi aus der Oberkreide von Wyoming (wahrscheinlich den Hesperornithiformes zugehörig).
Er benannte einige Genera von Dinosauriern um, so den Brachiosaurus von Werner Janensch aus Tendaguru 1988 in Giraffatitan und die klassischen Brüsseler Iguanodon-Exemplare in Dollodon. Anhand seiner Arbeit an einer Revision der Iguanodonten benannte er auch Dakotodon und Mantellisaurus.
Die Dinosaurier Sellacoxa pauli (2010) und Cryptovolans pauli (2002) wurden nach ihm benannt, letzterer aber danach der Gattung Microraptor zugeordnet.

## Schriften
- Predatory Dinosaurs of the World, Simon and Schuster 1988
- The Complete Illustrated Guide to Dinosaur Skeletons, Gakken 1996 (japanisch/englisch)
- Dinosaurs of the Air: The Evolution and Loss of Flight in Dinosaurs and Birds, The Johns Hopkins University Press 2002
- The Princeton Field Guide to Dinosaurs, Princeton University Press 2010 (er behandelt über 735 Arten mit 600 Illustrationen von Paul)
- Gregory S. Paul’s Dinosaur Coffee Table Book, Blurb 2010
- Herausgeber: The Scientific American Book of Dinosaurs, St. Martin’s Press 2000